# チェコスロバキア軍団
チェコスロバキア軍団（チェコスロバキアぐんだん、チェコ語：Československé legie、スロバキア語：Československé légie）は、主にチェコ人及びスロバキア人で構成されていた義勇軍である。
第一次世界大戦中は協商国側として、フランス陸軍やロシア帝国陸軍、イタリア陸軍の一部隊として戦闘を行った。その目的は、オーストリア=ハンガリー帝国の支配下であったチェコ王国と、同帝国の一部であったハンガリー王国のスロバキア地域の独立について国際的な支持を得ることであった。
ロシア陸軍に属していたチェコスロバキア軍団は、内戦の勃発に伴いロシア国内に取り残されることになった。残存した部隊はボルシェヴィキと対峙し、白軍として戦闘を行った。

## フランスでの軍団
フランスでは、1914年8月23日に在仏チェコ人により総勢300人の志願兵で構成される「ナズダル中隊」が誕生した。
この中隊は外人部隊行進連隊のC-2大隊に配属され、フランス南部の都市、バイヨンヌにてチェコのライオンが描かれた軍旗を受け取ると、西部戦線へ向かった。こうしてナズダル中隊は、モロッコ師団の一員としてシャンパーニュ地方にて戦闘に従事した。1915年5月9日に中隊はアラス近郊の140高地を占領する任務を与えられ、ドイツ軍の塹壕線を3列占領することに成功したものの、大きな損失を被った（アラスの戦い (1915年)）。その後、6月16日のアラスの第二次攻勢でも損失を被り、C-2大隊は解散され、ナズダル中隊は解散した。生き残ったチェコ兵達は他の外人部隊連隊に分散することとなった。
1917年12月19日には、フランス政府は法令によりチェコ人・スロバキア人の自治軍の組織を認可した。これによりロシア・ルーマニア・アメリカ・イタリアから志願兵が集まり、それにセルビアでの捕虜が加わることによって1918年1月12日にコニャックにて第21チェコスロバキア狙撃連隊が結成された。彼らはダルニーにて訓練を受けた後、西部戦線へ向かった。
第21チェコスロバキア狙撃連隊の分隊から、1918年5月20日にヤルナクで第22チェコスロバキア狙撃連隊が結成された。この連隊は、フランスに設立されたチェコスロバキア旅団に編入された。
第21チェコスロバキア狙撃連隊は第53歩兵師団（フランス軍）の一部として、第22チェコスロバキア狙撃連隊は第134歩兵師団（フランス軍）と共にテロンの戦いに参加した。
同年6月30日に両連隊は当時のフランス大統領レイモン・ポアンカレと、当時チェコスロバキア共和国外務大臣であったエドヴァルド・ベネシュへ宣誓を行った。尚、1935年にベネシュは同国の大統領に就任している。

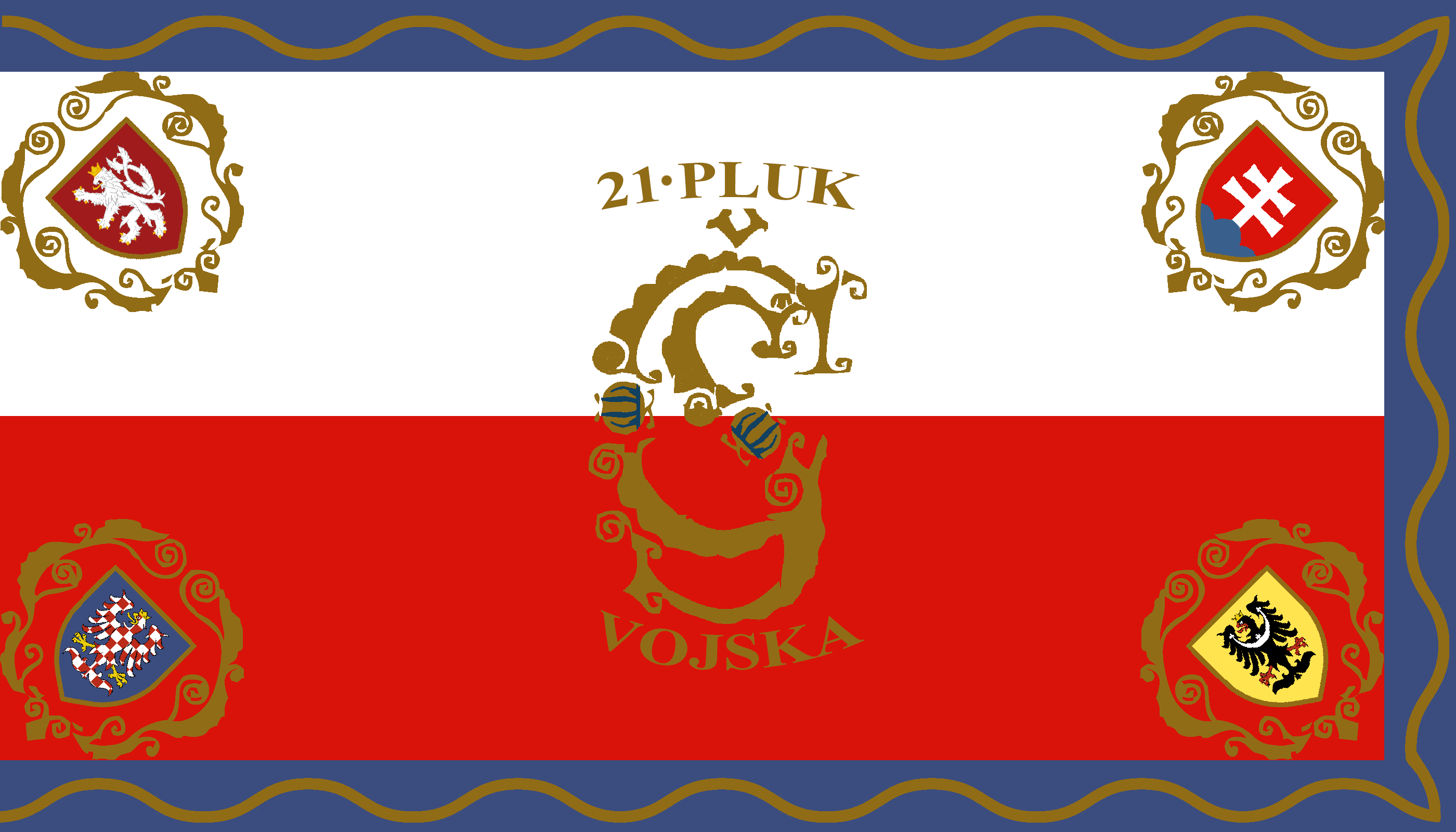
第21チェコスロバキアライフル師団旗

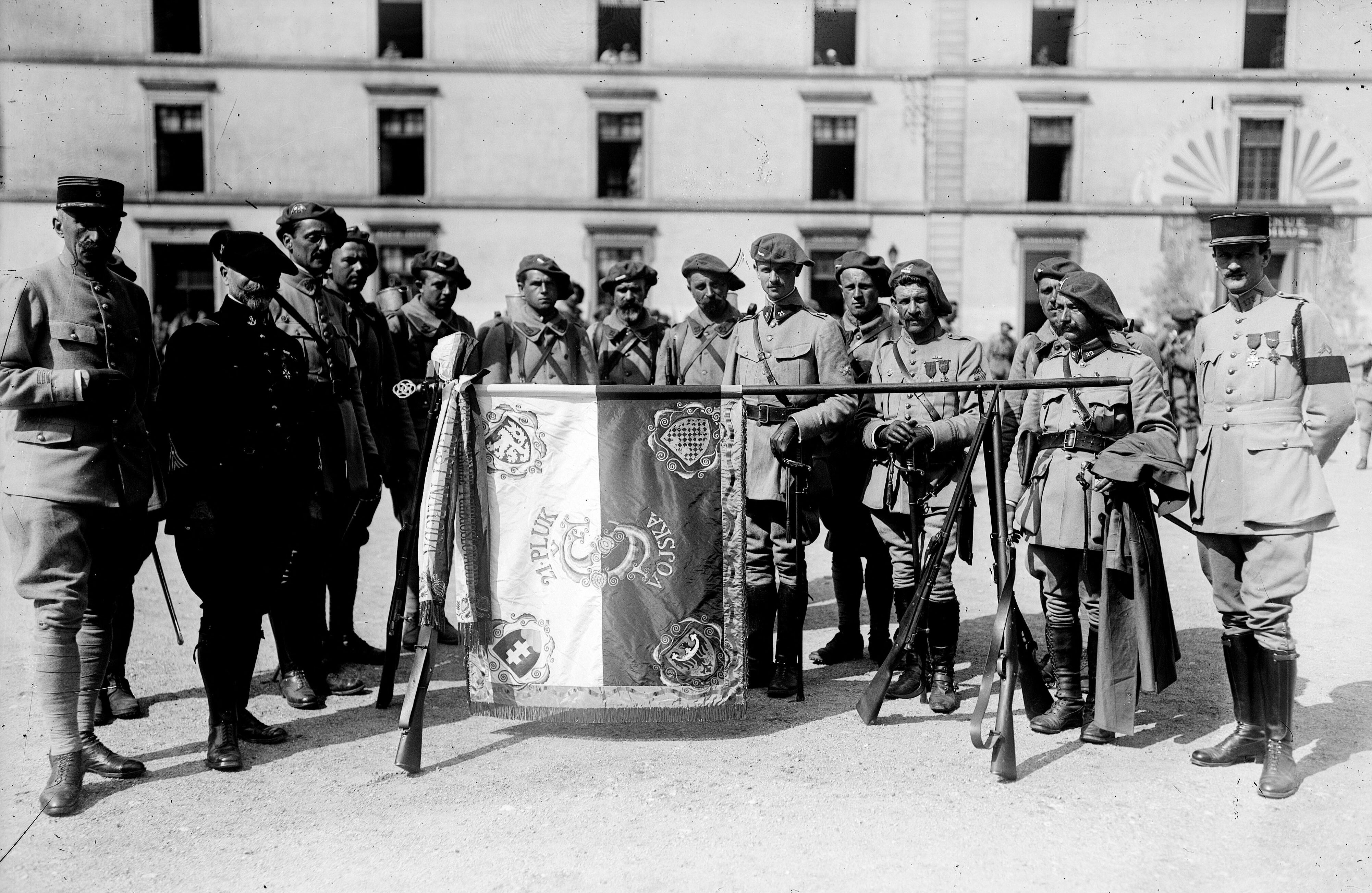
フランスのチェコスロバキア軍団

フランスでのチェコスロバキア軍団は当時描かれた絵画にも登場している。
1918年8月、ドイツ帝国首脳部は軍事力によって大戦に勝利することが困難であると結論を出し 11月11日に協商国に降伏した。それにより、事実上西部戦線は消滅した。

その後、西部戦線で戦闘していたチェコ人兵士・スロバキア人兵士は新たに樹立されたチェコスロバキアへ帰郷した。

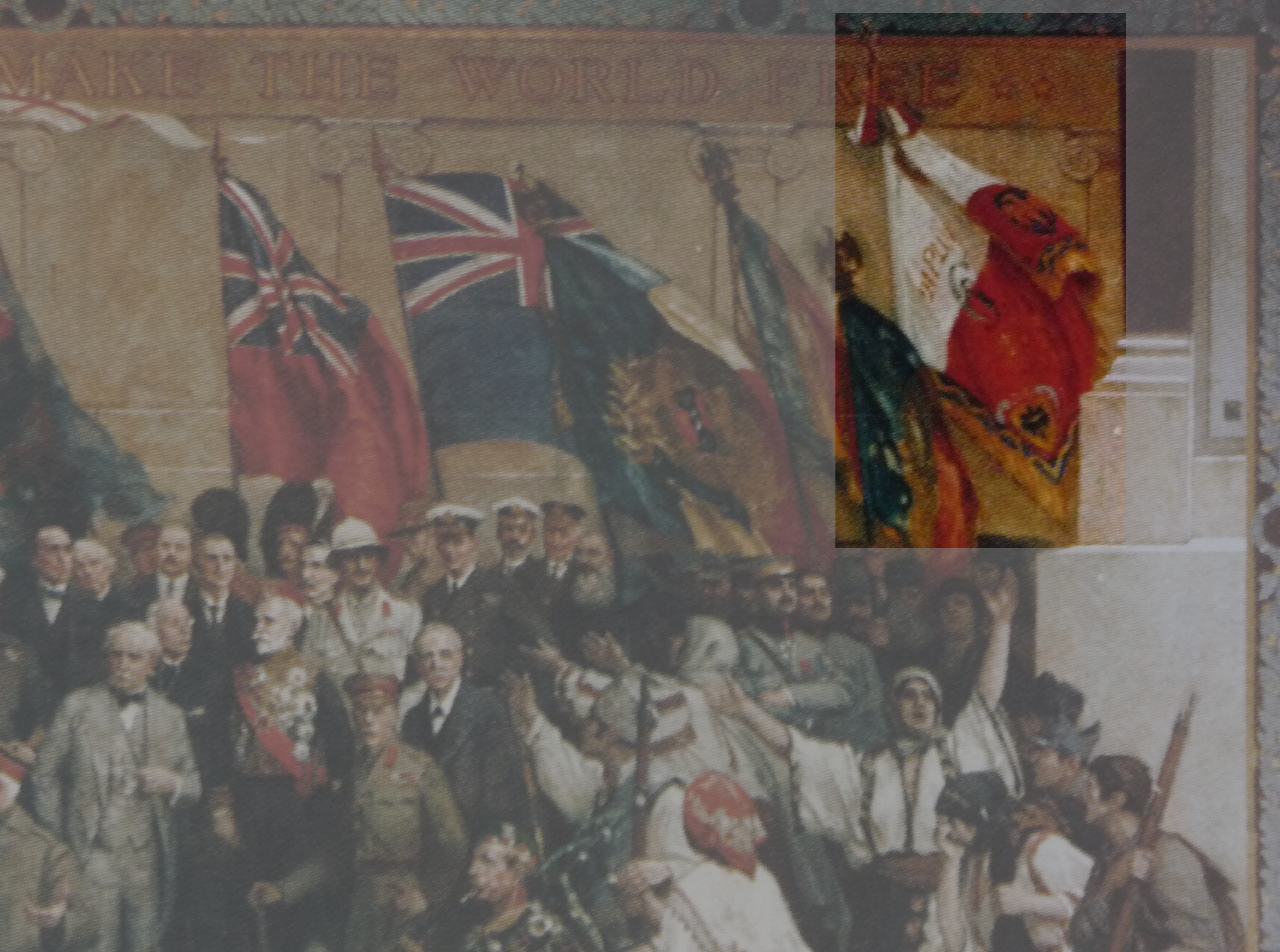
絵画に描かれた第21チェコスロバキアライフル師団旗

## ロシアでの軍団

### 第一次世界大戦
ロシア帝国において、チェコ人・スロバキア人の義勇軍であるチェコ中隊は1914年8月12日に創設された。中隊は720人の人員で構成され、同年9月28日にヴァツーラフを守護聖人とした。彼らは第3軍(ロシア帝国陸軍)の一部として行動し、東部戦線においてオーストリア=ハンガリー帝国陸軍やドイツ帝国陸軍と対峙した。しかし、ロシア政府によってチェコ人・スロバキア人捕虜の入隊は制限されたため、組織の拡充は非常に遅いスピードで進んだ。1915年の春には、南スラブやオーストリア=ハンガリーの捕虜達によってオデッサにセルビア義勇軍が結成され、約1000人のチェコ人とスロバキア人が入隊した。義勇軍は1916年8月にドブロジャでの戦闘に参加した。
1916年初頭にチェコ中隊は第1チェコスロバキア狙撃連隊として再編され、ドブロジャからの撤退を余儀なくされた一部のセルビア義勇軍兵はこの連隊に参加した。同年、連隊は2つの歩兵連隊によって構成されるチェコスロバキア狙撃旅団に発展した。
その後のロシアでは、2月革命が発生したことによって1917年3月16日にはロシア臨時政府が誕生するも、あくまでも臨時政府は継戦を望んでいたため、東部戦線での戦いは継続していた。
狙撃旅団は同年7月のケレンスキー攻勢においてオーストリア=ハンガリー軍の塹壕を占領するなどの戦果を残した。その戦果を評価した臨時政府は、捕虜収容所からボヘミア人、モラヴィア人、スロバキア人の捕虜が入隊することを認可した。
その夏の後半、4連隊が旅団へ参加すると、旅団は第1チェコスロバキア師団に改名され、更に同年10月には4つの連隊からなる第2チェコスロバキア師団も創設されると、1918年までに軍団の総兵力は約4万人に増加した。

### ロシアの不安定化
1917年11月にはロシアの首都であるペトログラードにて十月革命が発生し、ケレンスキー率いる臨時政府は倒された。革命はボリシェヴィキによって実行され、ロシア・ソビエト連邦社会主義共和国が建設された。しかし樹立されたソビエト政権に対して否定的な軍人達は、様々な地域で白軍を組織してボリシェヴィキに攻撃を開始した。これによりロシア内戦が始まった。
一方、東部戦線で戦っていたチェコスロバキア軍団は内戦が勃発した状況でありながらも今だにロシア国内に留まっていた。

### ロシア内戦

#### ロシア撤退に向けて
1917年11月、従来から停戦を主張していたソビエト・ロシアはブレスト＝リトフスクにて中央同盟国との和平交渉を開始した。同年の初めにロシアへ到着したチェコスロバキア国民評議会の議長であるトマーシュ・マサリクは、ロシアが戦争から離脱することを踏まえ、ロシア軍に属していたチェコスロバキア軍団が継戦を行うために西部戦線へ移動する計画を考えた。しかし当時のロシアの主要港の殆どが封鎖されていたため、マサリクは軍団が当時在留していたウクライナからウラジオストク港へ移動し、そこから西ヨーロッパへの輸送船に乗ろうと考えた。
1918年2月、ウクライナのボルシェヴィキ当局は、トマーシュ・マサリクと軍団にウラジオストクへの9,700kmにわたる移動を許可した。同年2月18日、チェコスロバキアがウクライナを脱出する前に、ドイツ軍は東部戦線でファウストシュラーグ作戦を実行し、和平交渉を意図的に遅らせていたソビエト政権に対して圧力を高めた。作戦の影響により、3月5日から3月13日の間、軍団はソビエト・ロシア軍と共にバフマッハの戦いに参加し、中央同盟国軍の侵攻を阻止した。
その後、軍団がウクライナを離れソビエト・ロシア国内へ入ると、チェコスロバキア国民評議会は軍団のその後の移動についてモスクワとペンザのボルシェヴィキ当局と交渉を行った。3月25日に双方はペンザ協定に調印し、軍団がウラジオストクへ妨害されずに通過できることと、軍団が所持していた殆どの武器を放棄することに合意した。しかしお互いに不信感を抱くにつれて緊張は高まった。ボルシェヴィキはマサリクや軍団が中立を保たずに、白軍へ参加するのではないかと警戒していた。一方、軍団はロシアでのチェコスロバキア共産党員に警戒しており、ボルシェヴィキがウラジオストクへの移動を妨害してくるのではないかと疑っていた。

#### ボリシェヴィキとの対峙
1918年5月、チェコスロバキア軍団はシベリア鉄道に沿って移動していたが、鉄道の老朽化や機関車の不足による設備的な問題や、地方のソビエトとの交渉の必要性のために、実際に移動できた距離は予定したものをはるかに下回っていた。
5月14日、チェリャビンスク駅に到着した軍団は、時同じくして到着したハンガリー人（オーストリア=ハンガリー軍の捕虜）達と鉢合わせて争いが発生した。当時ソビエト・ロシアの陸海軍人民委員（軍部大臣に相当）であったレフ・トロツキーは軍団を完全な武装解除し、関係者を逮捕することを命じた。数日後に軍団はチェリャビンスク市で軍会議を開き、武装解除を拒否すると共にウラジオストクへの通過を目的とした最後通牒を発することを決定した。この事件により、ボルシェビキとの関係は決定的なものになった。

#### シベリア鉄道とウラジオストクの占領

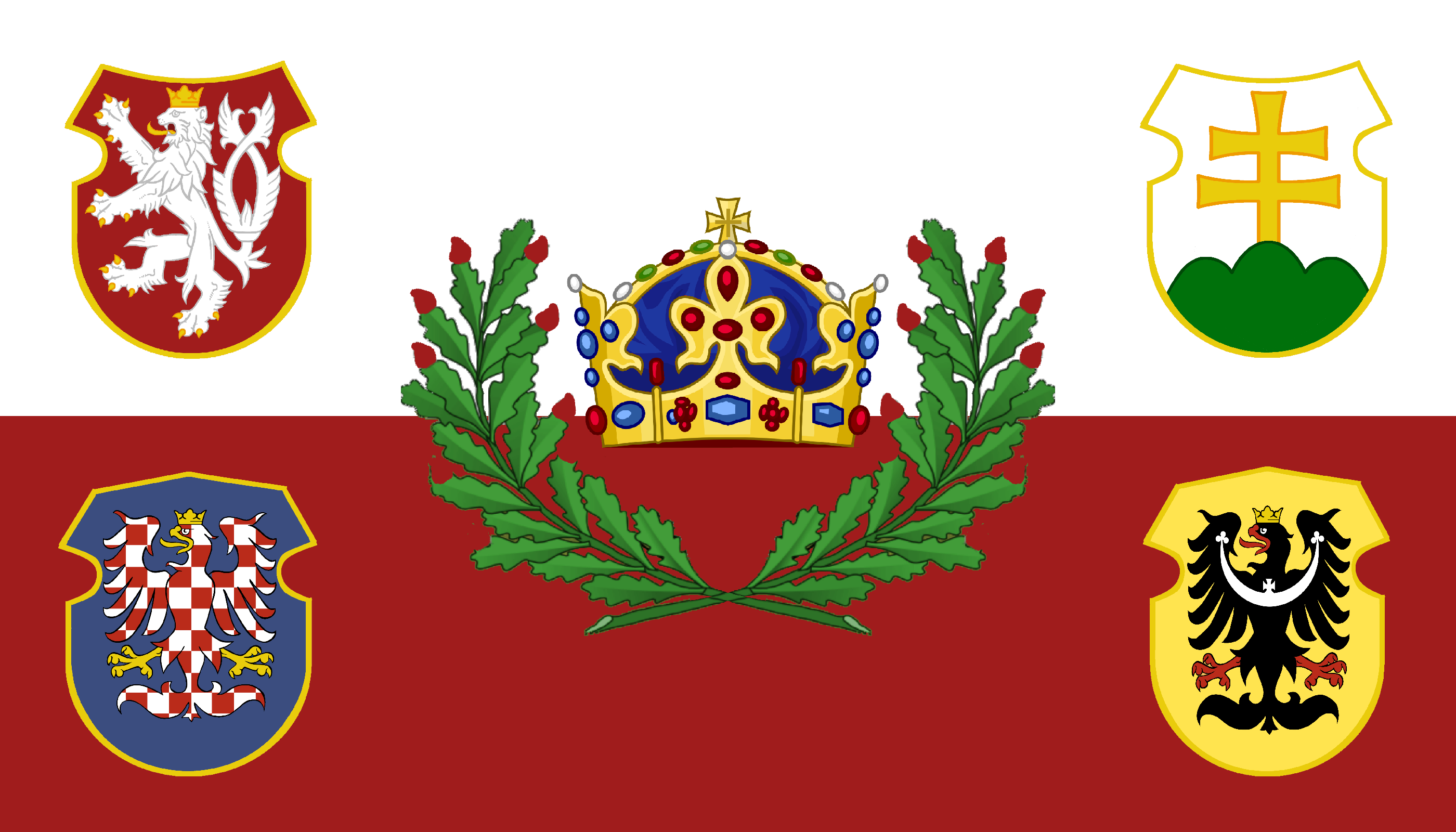
ロシアでのチェコスロバキア軍団旗（表）

ロシアでのチェコスロバキア軍団旗（裏）

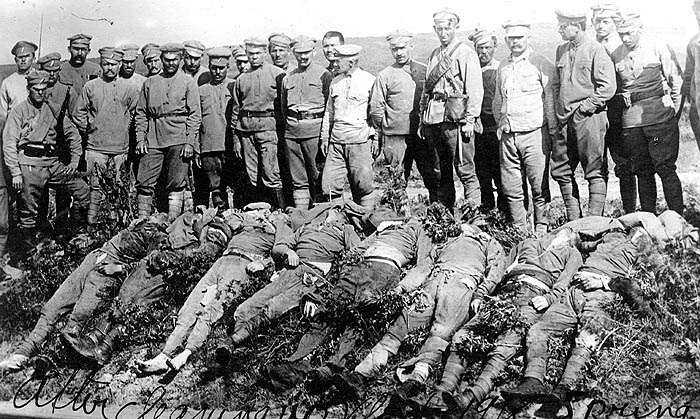
ウスリースクにてボルシェヴィキに殺害されたチェコスロバキア軍団第８連隊兵。上に立っているのはチェコスロバキア軍団兵士（1918年）

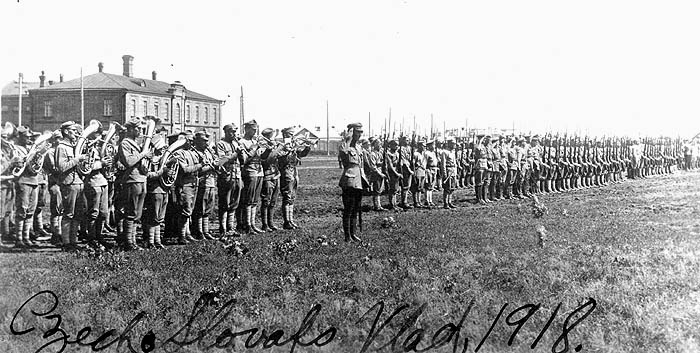
ウラジオストクでのチェコスロバキア軍団

同年5月31日、チェコスロバキア軍団とボルシェヴィキの戦闘はシベリア鉄道沿いの複数の箇所で行われた。6月までに双方の戦いはペンザからクラスノヤルスクまでの鉄道沿線に広がり、月末までにミハイル・ディテリフス将軍率いる軍団はウラジオストクを占領し、地元のソビエト政権を打倒した。7月6日、軍団は同都市を協商国の保護領とすることを宣言した。シベリア鉄道東部を占領した軍団は、シベリア鉄道西部で今だに戦っている同胞を支援するために引き返した。
7月下旬までに、軍団はサマラからイルクーツクまでの鉄道支配権を掌握し、9月の初めまでにシベリア鉄道の全てからボルシェヴィキを一掃した。
軍団はエカテリンブルクを含むシベリアの大都市を占領したが、皇帝ニコライ2世と皇帝一家は軍団が到着する一週間前に処刑されていた。

#### 反ボリシェヴィキ政権の設立と祖国の建国
チェコスロバキア軍団がボリシェヴィキと戦闘している最中、その前線の背後では反赤軍派のロシア人の手によって憲法制定議会議員委員会（サマラの社会革命党党員主導）やシベリア共和国（オムスク）などの政府が設立された。前者の憲法制定議会議員委員会の軍隊であるコムチ人民軍は、チェコスロバキア軍団の支援によってカザンの占領に成功し1918年8月6日から7日の間にロシア帝国時代の金準備金の接収を成し遂げた。更に同年9月にはウファでの会議により、2つの政府を合同し臨時全ロシア政府を設立した。
一方で同年秋におけるチェコスロバキア軍団兵の士気は急激に低下していた。赤軍は日に日に力を増しており、9月10日には占領していたカザンが奪還され、その1ヶ月後にはウファも陥落していた。更には同年10月28日にチェコスロバキア共和国（第一共和政）がプラハにて成立し、軍団に属するチェコ人とスロバキア人の帰国願望は強まった。

#### 軍団兵の士気崩壊
1918年11月、臨時全ロシア政府はアレクサンドル・コルチャーク提督によって打倒され、ロシア国政府が樹立された。このクーデターは祖国建国を果たしたことによって主目的を喪失したチェコスロバキア軍団の士気に決定的な打撃を与えた。
しかし依然として彼らの帰国の目処は立っておらず、チェコスロバキア軍団は1919年の間、ポーランド人、ルーマニア人、ユーゴスラビア人の捕虜から編成された他の軍団と共にロシア国政府の補給路の防衛を担当していた。
そんな中、同年の夏から秋にかけて、ロシア国政府軍は赤軍の戦線から後退していた。同年11月14日、赤軍はロシア国政府の首都が置かれたオムスクを占領し、シベリア鉄道沿いの白軍と難民は更に東部へ撤退した。しかしこれらの地域でも赤軍系パルチザンの活動が活発化し、撤退の大きな障害となった。
一方その頃、チェコスロバキア軍団兵の士気は完全に崩壊しており、彼らにとっての最優先事項はシベリア脱出になっていた。彼らは撤退の動乱の中において中立を宣言し、パルチザン鎮圧に際しコルチャークに何ら助力をしなかった。

#### コルチャークの処刑
カザンで接収していた金準備金を載せたコルチャークの列車は、ニシュネウジンスク近郊で立ち往生した。そこでシベリアの協商国代表は、イルクーツクの英国軍事使節団まで彼を連れてくるようにチェコスロバキア軍団に命じた。しかし軍団はイルクーツクのボリシェヴィキ政府にコルチャークを引き渡すという条件で、クチンにて赤軍第5軍と休戦協定を結んだ。赤軍第5軍はその代償として、チェコスロバキア軍団のウラジオストクまでの通過を認めた。

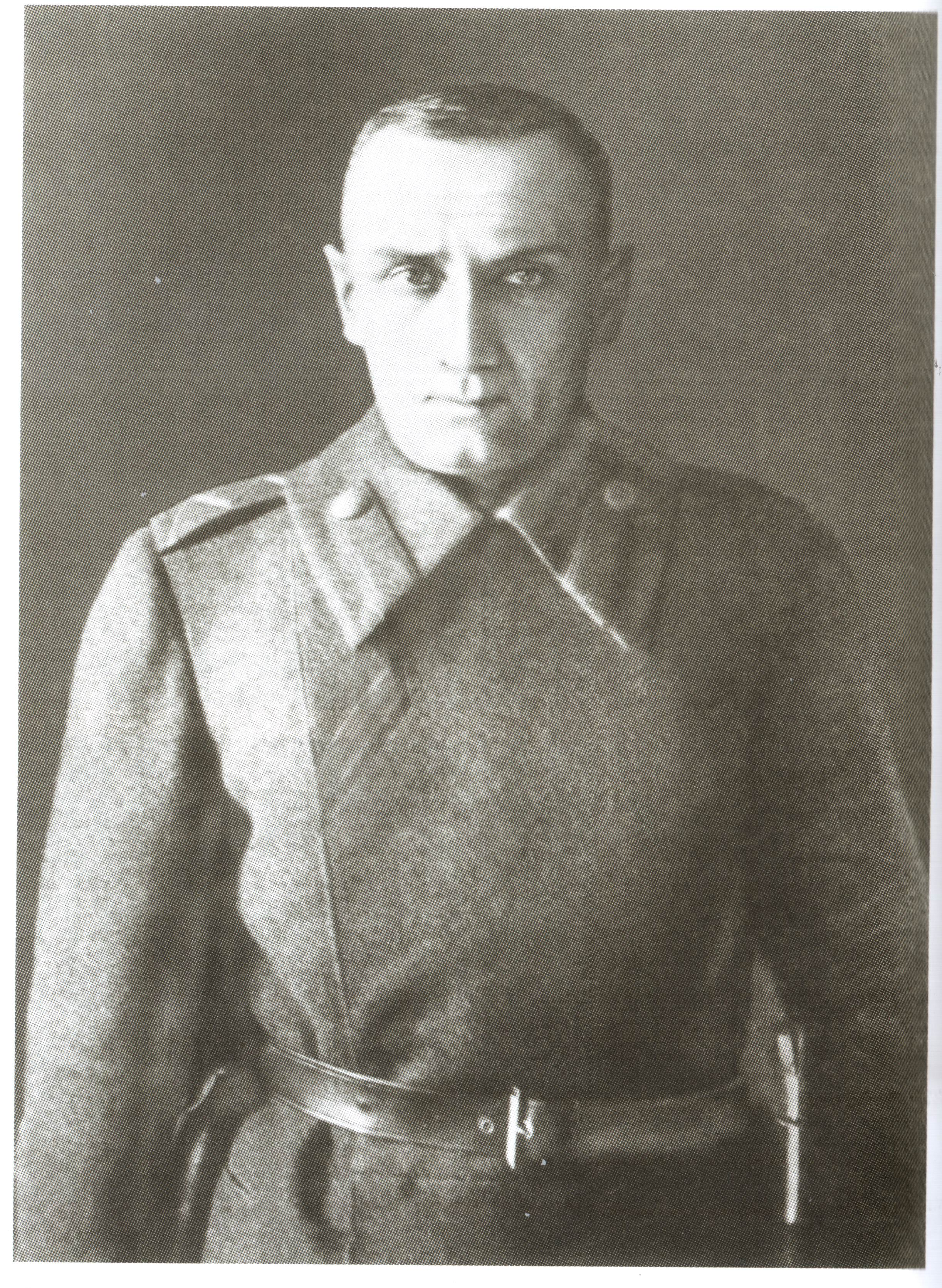
処刑前に撮影されたコルチャーク最後の写真(1920年)

ボリシェヴィキに逮捕されたコルチャークは、KGBの前身たるチェーカーによって1920年2月7日に処刑され、遺体はアンガラ川に捨てられた。
コルチャーク死去を知ったロシア国政府指導部は更なる東への撤退を決定した。また、赤軍がイルクーツクに入城したのは3月7日のことで、その時に初めて彼の訃報が公に伝えられた。

#### シベリアからの撤退
ボリシェヴィキとの休戦協定が調印されたとはいえ、チェコスロバキア軍団兵を載せた何十両にもなる列車は未だにイルクーツク西部に停車していた。しかしウラジオストクへの移動は順調に進み、1920年3月1日にはチェコスロバキア軍団兵を載せた最後の列車はイルクーツクを通過した。
時折、シベリア出兵により駐留していた日本軍やアタマンのグリゴリー・セミョーノフの白軍によって軍団の撤退は妨害されたものの、ウラジオストクからの船による避難は順調に進んでおり、最後の軍団兵は1920年9月に出港した。

#### 死者、行方不明者、難民
ロシアにおいて、チェコスロバキア軍団とともに避難を余儀なくされた人々の総数は67,739人に昇り、その内訳は兵士56,455人、将校3,004人、民間人6,714人、妻1,716人、子供717人、外国人1,935人、その他198人であった。
第一次世界大戦とロシア内戦中にロシア国内で戦死した軍団兵は4,112人であった。その一方で行方不明になった人々も大勢いる。また、軍団からの脱走兵は独自のルートで帰国することを目指したが、イルクーツクなどのシベリアの小都市からプラハまでの道のりは極めて過酷なものであった。また一部のチェコ人、スロバキア人はチェコスロバキア共産党に入党した。

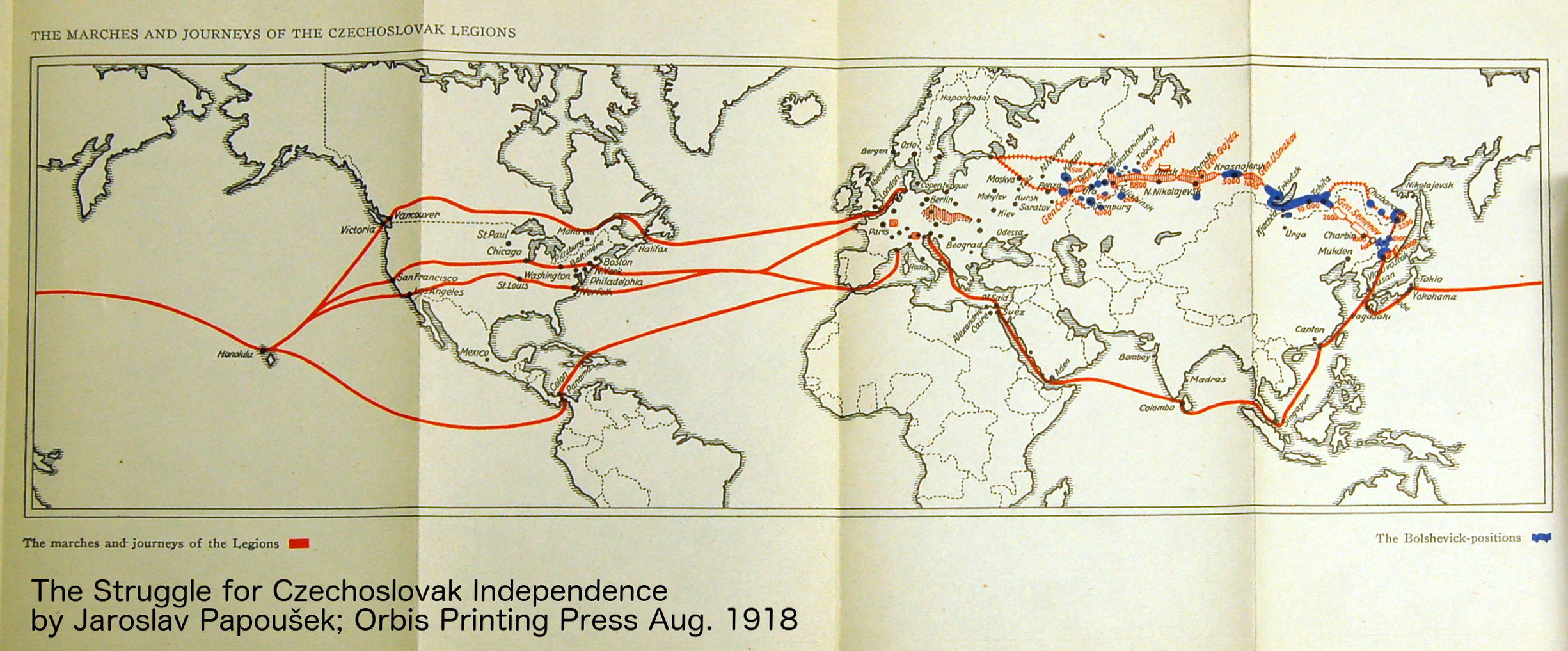
チェコスロバキア軍団の帰国への道のり

## 関係者

### チェコスロバキア軍団参加者
- ヤン・スィロヴィ - チェコスロバキア軍団司令官。後に対独協力者として逮捕。
- スタニスラフ・チェチェク - 指揮官。
- ラドラ・ガイダ - 指揮官。後に対独協力者としてソ連により投獄。
- ルドヴィーク・スヴォボダ - 後のチェコスロバキア社会主義共和国大統領。
- ルドルフ・ヴィエスト - 後にスロバキア民衆蜂起に参加、ドイツ国防軍により処刑。
- エドゥアルド・カドレツ
- ウラジーミル・クレツァンダ

### その他の関係する人物
- アレクサンドル・コルチャーク